# Biogenese
Biogenese bezeichnet in der Biologie das Entstehen einer biologischen Struktur oder eines neuen Organismus – unter der Grundvoraussetzung, aus existierenden Lebensformen zu entstehen. Ein Beispiel hierfür sind Vögel, die Eier legen, aus denen wiederum Vögel schlüpfen.

## Biogenese – Abiogenese
Die Bezeichnung wird für die Ansicht benutzt, wonach Leben nur von Lebewesen weitergegeben werden kann, im Gegensatz zur Abiogenese, die besagt, dass Leben unter bestimmten (größtenteils noch unbekannten) Umständen auch aus Nicht-Lebendigem entstehen könne. Bis zum 19. Jahrhundert glaubte man allgemein auf Grund der Beobachtung, dass Maden oder Schimmelpilze scheinbar spontan auftraten, wenn organische Stoffe sich selbst überlassen werden, dass die spontane Entstehung von Leben aus toter Materie ein alltäglicher Prozess sei. Dies wurde im 19. Jahrhundert insbesondere durch Louis Pasteur widerlegt, indem er zeigte, dass die Organismen, von denen bis dahin geglaubt wurde, sie entstünden spontan aus toter Materie, in Wirklichkeit aus biologischen Vorläuferorganismen entstanden sind. Man hat auch bis heute nie beobachtet, dass Leben neu entstanden ist.

## Gesetz der Biogenese
« La génération spontanée est une chimère. »

„Die Spontanzeugung ist ein Hirngespinst“

Die empirischen Ergebnisse von Pasteur und anderen Forschern fasste man in dem Ausdruck Omne vivum ex vivo (Latein: „Alles Lebendige [kommt] aus Lebendigem.“) zusammen, der auch als Gesetz der Biogenese bekannt ist. Sie behaupteten, dass Leben in seinen gegenwärtigen Formen nicht aus Nicht-Lebendigem spontan entsteht. Die Ergebnisse ließen jedoch keinen Schluss auf die Umstände zu, unter denen Leben entstand.
Der Satz „Alles Lebende entsteht aus Lebendem“ widerspricht allerdings logisch dem allgemein anerkannten Standardmodell der Kosmologie, nach dem zu Beginn des Universums (beim Urknall) noch nicht einmal (unbelebte) Materie existierte, sondern sich erst aus Energie aufgrund der Äquivalenz von Masse und Energie bildete. Logisch fortgesetzt könnte Lebendes ja nur aus Lebendem entstanden sein, das bereits beim Urknall vorhanden gewesen sein müsste.
Das „Gesetz der Biogenese“ ist nicht zu verwechseln mit der von Ernst Haeckel 1866 aufgestellten „Biogenetischen Grundregel“.

### Menschliche Versuche, Leben zu erzeugen
Charles Darwin schrieb am 1. Februar 1871 in einem Brief an Joseph Dalton Hooker, dass das Leben in einem „warmen, kleinen Teich, in dem alle Arten von Ammoniak und Phosphor-Salzen, Licht, Hitze, Elektrizität usw. vorhanden waren,“ begonnen haben könnte und „dass ein Protein-Verbund chemisch geformt wurde und noch komplexeren Veränderungen unterworfen war. Heutzutage würde so etwas sofort verschlungen oder absorbiert, was nicht der Fall war, bevor die lebenden Kreaturen entstanden.“ Somit sei es die Präsenz des Lebens selbst, die verhindere, dass es heute auf der Erde zur Abiogenese komme.
Es gab viele Bemühungen, Leben aus Nicht-Lebendigem zu erschaffen, aber bisher war keine erfolgreich. J.B. Burke versuchte, kleine lebende Zellen aus anorganischem Material mit Hilfe von Radium zu erschaffen; es entstanden nur mikroskopisch kleine explodierende Gasblasen. Pflüger produzierte Cyansäure, die er mit halblebendigen Molekülen verglich, aber es war nur ein totes chemisches Gemisch. Der russische Wissenschaftler Alexander Iwanowitsch Oparin wies darauf hin, dass die Bedingungen auf der Erde zum Zeitpunkt der Entstehung des Lebens ganz anders waren als heute. Das Miller-Urey-Experiment bestätigte seine Hypothese, indem es einige der organischen Komponenten des Lebens aus einer Atmosphäre von Methan, Ammoniak und Wasserdampf produzierte.
2002 gelang es Wissenschaftlern, ein Poliovirus künstlich herzustellen, da der genaue genetische Bauplan bekannt war und im Labor reproduziert werden konnte. Seitdem wurden weitere Viren synthetisch produziert. Diese Experimente gelten allerdings nicht als Beispiele für Abiogenese, da Viren nicht die Standard-Kriterien für Leben erfüllen. Sie reagieren nicht auf Reize, sie sind ataxisch, ihnen fehlt die Fähigkeit oder der Mechanismus zum Wachstum oder zur Reproduktion, und sie besitzen keine Zellen.
Anhänger der Abiogenese weisen diese Ergebnisse dennoch als Bestätigung ihrer Position aus, da nicht-lebendige Viren und lebende Bakterien nur „molekulare Maschinen“ von unterschiedlicher Komplexität seien. Viele von ihnen erwarten, dass Wissenschaftler Bakterien synthetisch herstellen können, wenn die notwendige Technologie ausreichend weiterentwickelt ist und somit die Möglichkeit zur Abiogenese bietet.
Andererseits halten es viele Wissenschaftler für unwahrscheinlich, dass der vollständige Ablauf der Lebensentstehung jemals im Labor simuliert werden kann. Grund dafür ist, dass der Prozess der Lebensentstehung ihrer Meinung nach Ressourcen (Zeitspannen im Bereich von Millionen von Jahren, Größe des potentiellen Lebensraumes) benötigt, welche im Labormaßstab nicht zur Verfügung stehen.